# Puchar Świata Juniorów w saneczkarstwie (tory naturalne) 2014/2015
Sezon 2014/2015 Pucharu Świata Juniorów w saneczkarstwie na torach naturalnych – 1. sezon Pucharu Świata Juniorów w saneczkarstwie na torach naturalnych rozpoczął się 8 stycznia 2015 roku w austriackim mieście Umhausen. Ostatnie zawody z tego cyklu zostały rozegrane 8 lutego 2015 roku na torze w austriackim mieście Oberperfuss. Rozegrane zostały cztery zawody w czterech miastach.
Podczas sezonu 2014/2015 odbyła się jedna ważna impreza w randze juniorów. To Mistrzostwa Europy Juniorów, które zostały rozegrane razem z ostatnimi zawodami pucharu świata juniorów na torze w austriackim Oberperfuss.

## Kalendarz zawodów Pucharu Świata
| Lp.                                       | Data                      | Miejscowość              | Konkurencja      | 1 miejsce                                | 2 miejsce                               | 3 miejsce                               |
| ----------------------------------------- | ------------------------- | ------------------------ | ---------------- | ---------------------------------------- | --------------------------------------- | --------------------------------------- |
| 1. PŚ                                     | 8–11 stycznia 2015        | Umhausen                 | Jedynki kobiet   | Alexandra Pfattner                       | Greta Oberrauch                         | Mara Pfeifer                            |
| 1. PŚ                                     | 8–11 stycznia 2015        | Umhausen                 | Jedynki mężczyzn | Thomas Unterholzer                       | Dominik Kirchmair                       | Fabian Achenrainer                      |
| 1. PŚ                                     | 8–11 stycznia 2015        | Umhausen                 | Dwójki mężczyzn  | Włochy Armin Folie · Elias Gruber        | Włochy Giovanni Salvadori · Manuel Gaio |                                         |
| 2. PŚ                                     | 24–25 stycznia 2015       | Frantschach-St. Gertraud | Jedynki kobiet   | Alexandra Pfattner                       | Greta Oberrauch                         | Nadine Staffler                         |
| 2. PŚ                                     | 24–25 stycznia 2015       | Frantschach-St. Gertraud | Jedynki mężczyzn | Thomas Unterholzer                       | Florian Markt                           | Dominik Kirchmair                       |
| 2. PŚ                                     | 24–25 stycznia 2015       | Frantschach-St. Gertraud | Dwójki mężczyzn  | Włochy Armin Folie · Elias Gruber        | Włochy Giovanni Salvadori · Manuel Gaio |                                         |
| 3. PŚ                                     | 30 stycznia-1 lutego 2015 | Latzfons                 | Jedynki kobiet   | Alexandra Pfattner                       | Greta Oberrauch                         | Maria Auer                              |
| 3. PŚ                                     | 30 stycznia-1 lutego 2015 | Latzfons                 | Jedynki mężczyzn | Thomas Unterholzer                       | Dominik Profanter                       | Lukas Gasser                            |
| 3. PŚ                                     | 30 stycznia-1 lutego 2015 | Latzfons                 | Dwójki mężczyzn  | Włochy Armin Folie · Elias Gruber        | Włochy Giovanni Salvadori · Manuel Gaio |                                         |
| 4. PŚ                                     | 7-8 lutego 2015           | Oberperfuss              | Jedynki kobiet   | Daria Maleeva                            | Sara Bachmann                           | Greta Pinggera                          |
| 4. PŚ                                     | 7-8 lutego 2015           | Oberperfuss              | Jedynki mężczyzn | Dominik Kirchmair                        | Aleksey Martyanov                       | Thomas Unterholzner                     |
| 4. PŚ                                     | 7-8 lutego 2015           | Oberperfuss              | Dwójki mężczyzn  | Rosja Aleksey Martyanov · Nikita Tarasov | Włochy Armin Folie · Elias Gruber       | Włochy Giovanni Salvadori · Manuel Gaio |
| Mistrzostwa Europy Juniorów – Oberperfuss |                           |                          |                  |                                          |                                         |                                         |

## Klasyfikacje

### Jedynki kobiet
| Miejsce | Zawodniczka          | Reprezentacja | UMH | FRA | LAT | OBE | Punkty |
| ------- | -------------------- | ------------- | --- | --- | --- | --- | ------ |
| 1.      | Alexandra Pfattner   | Włochy        | 1.  | 1.  | 1.  | 6.  | 350    |
| 2.      | Greta Oberrauch      | Włochy        | 2.  | 2.  | 2.  | 8.  | 297    |
| 3.      | Mara Pfeifer         | Włochy        | 3.  | 5.  | 4.  | 9.  | 224    |
| 4.      | Nadine Staffler      | Włochy        | 4.  | 3.  | 7.  | 11. | 210    |
| 5.      | Andrea Kuntner       | Włochy        | 5.  | 6.  | 9.  | 15. | 170    |
| 6.      | Vanessa Stadler      | Austria       | 7.  | 7.  | 10. | 12. | 160    |
| 7.      | Daniela Mittermair   | Włochy        | -   | 4.  | 5.  | 13. | 145    |
| 8.      | Vanessa Markt        | Austria       | 8.  | 8.  | 12. | 16. | 141    |
| 9.      | Martina Rowold       | Niemcy        | 13. | 9.  | 11. | 18. | 126    |
| 10.     | Christa Unterholzner | Włochy        | 6.  | -   | 8.  | 14. | 120    |

### Mężczyźni
| Miejsce | Zawodnik                 | Reprezentacja | UMH | FRA | LAT | OBE | Punkty |
| ------- | ------------------------ | ------------- | --- | --- | --- | --- | ------ |
| 1.      | Thomas Unterholzer       | Włochy        | 1.  | 1.  | 1.  | 3.  | 370    |
| 2.      | Dominik Kirchmair        | Austria       | 3.  | 3.  | 4.  | 1.  | 300    |
| 3.      | Lukas Gasser             | Włochy        | 6.  | 5.  | 3.  | 6.  | 225    |
| 4.      | Florian Markt            | Austria       | 4.  | 2.  | 13. | 11. | 209    |
| 5.      | Fabian Achenrainer       | Austria       | 2.  | 10. | 10. | 12. | 189    |
| 6.      | Armin Folie              | Włochy        | 5.  | 12. | 8.  | 5.  | 184    |
| 7.      | Florian Haselrieder      | Włochy        | 10. | 4.  | 5.  | 13. | 181    |
| 8.      | Philip Haselrieder       | Włochy        | 7.  | 7.  | 6.  | 10. | 178    |
| 9.      | Laurin Jakob Kompatscher | Włochy        | 8.  | 6.  | 12. | 8.  | 166    |
| 10.     | Thomas Horburger         | Austria       | -   | 9.  | 7.  | 7.  | 131    |

### Dwójki mężczyzn
| Miejsce | Zawodnicy                                | Reprezentacja | UMH | FRA | LAT | OBE | Punkty |
| ------- | ---------------------------------------- | ------------- | --- | --- | --- | --- | ------ |
| 1.      | Armin Folie Elias Gruber                 | Włochy        | 1.  | 1.  | 1.  | 2.  | 385    |
| 2.      | Giovanni Salvadori Manuel Gaio           | Włochy        | 2.  | 2.  | 2.  | 3.  | 325    |
| 3.      | Aleksey Martyanov Nikita Tarasov         | Rosja         | -   | -   | -   | 1.  | 100    |
| 4.      | Josef Limmer Oliver Schiller             | Niemcy        | -   | -   | -   | 4.  | 60     |
| 5.      | Maxi Leiner Maxi Seidl                   | Niemcy        | -   | -   | -   | 5.  | 55     |
| 6.      | Muhammed Emin Dellalbasi Coskun Ercoskun | Turcja        | -   | -   | -   | 6.  | 50     |